# Шамиль (имя)
Шами́ль — имя арабского происхождения. В значении «всеобъемлющий, всеохватывающий; вобравший в себя всё положительные качества».
По другой версии, имя Шамиль является арабским вариантом библейского имени Самуил (Шмуэль), в переводе с древнееврейского языка означающего «слушайте Бога» или «имя Божье».
Среди наиболее известных носителей имени: Шамиль (1797—1871) — предводитель горцев во время Кавказской войны 1817—1864 годов.